# Lovin' You
"Lovin' You" es el cuarto sencillo del álbum Perfect Angel (1975) de Minnie Riperton. Es especialmente notable por el elevado tono que la voz de la cantante alcanza en varios momentos de la canción, en los cuales hace uso de la voz tiple, y por el uso de cantos de pájaro durante la grabación, compuesta por Barry Gibb y Minnie Riperton, aunque se registró bajo nombre de la cantante.
La canción llegó al puesto #1 en el Billboard Hot 100 el 5 de abril de 1975, #1 en el Reino Unido, y #3 en los charts de R&B de los Estados Unidos. También es destacable por ser una de las primeras canciones en conseguir tales primeros puestos en las listas de venta sin emplear instrumentos de percusión. Anteriormente tan sólo lo habían conseguido en EE. UU. las canciones Time in a Bottle (Jim Croce, 1973) y Yesterday (The Beatles, 1965), y en Reino Unido la canción Eleanor Rigby (The Beatles, 1966)
Según el libreto del CD recopilatorio de canciones de Riperton, "CD Petals", la melodía de "Lovin' You"fue creada como una distracción para su hija Maya Rudolph cuando era niña. Maya estaba presente en el estudio el día de la grabación, y en la versión original del álbum Perfect Angel se puede escuchar a Riperton repitiendo varias veces el nombre de su hija. Sin embargo, en la versión publicada como sencillo se recortó dicho final realizando un fundido.

## Charts
| Chart (1975)                                    | - | U.S. Billboard Hot 100 | 1 |
| U.S. Billboard Hot R&B/Hip-Hop Singles & Tracks | 3 |                        |   |
| U.K. Singles Chart                              | 2 |                        |   |

- Datos: Q27676851